# Meu Último Bolero
Meu Último Bolero é o primeiro álbum de estúdio do grupo brasileiro Os Tincoãs. Foi lançado no ano de 1962. De Cachoeira para Salvador e, depois para o Rio de Janeiro. Este foi o trajeto dos Tincoãs até a gravação deste primeiro álbum. Os vocais de Dadinho, Heraldo e Erivaldo são aqui acompanhados pelos instrumentistas Waldir Azevedo, (cavaquinho), José Roberto Keller (teclados) e o percussionista Rubens Bassini.

## Faixas
1. Viagem ao Infinito (Viaggio Nell'Infinito) - Solffici - Malgoni - Luciano Beret - Versão de Almeida Rêgo
2. Meu Último Bolero (Mi Ultimo Bolero) - Chino Hassan - Versão de Carlos Monteiro
3. Lua de Mel em Porto Rico (Luna de Miel en Puerto Rico) - Bobby Capó - Versão de A. Bourget
4. Jurame - Maria Graver - Versão de Oswaldo Santiago
5. Sem Ninguém - F. Cesar - Britinho
6. Tu Me Acostumaste (Tu Me Acostumbraste) -  Frank Dominguez - Versão de Carlos Brandão
7. Serenata - Adap. de A. Ribeiro para um tema de Schubert
8. Adeus, Amor - Adap. de Urbano Lôes para um tema de Chopin
9. Amargo Regresso - Julio Jaramillo - Versão de N. Soares
10. Dolores - Jair Amorim
11. Sobre o Arco-Íris (Over the Rainbow) - H. Arlen - Y. Harburg - Versão de Arlindo Marques Jr.
12. Sabe Deus (Sabrá Dios) - Versão de Nely B. Pinto